# Cratichneumon insignitus
Cratichneumon insignitus är en stekelart som först beskrevs av Costa 1883.  Cratichneumon insignitus ingår i släktet Cratichneumon och familjen brokparasitsteklar. Inga underarter finns listade i Catalogue of Life.